# Aphra missionum
Aphra missionum är en fjärilsart som beskrevs av Jörgensen 1913. Aphra missionum ingår i släktet Aphra och familjen björnspinnare. Inga underarter finns listade i Catalogue of Life.